# Armand Assante
Armand Anthony Assante, Jr. (New York, 1949. október 4. –) Primetime Emmy-díjas amerikai színész.
1996-ban John Gotti gengsztert formálta meg a Gotti című HBO-tévéfilmben, mellyel Primetime Emmy-díjat nyert, valamint Golden Globe- és Screen Actors Guild-díjra is jelölték. További Primetime-, illetve Golden Globe-jelöléseket hoztak számára olyan tévéfilmek és minisorozatok, mint a Hasfelmetsző Jack (1988) és az Odüsszeusz (1997).

## Élete és pályafutása
Assante New Yorkban született és nőtt fel. Édesanyja az ír származású Katherine Assante (leánykori nevén Healy; 1921–2011) zenetanár és költő, édesapja az olasz származású Armand Anthony Assante Sr. (1922–2017) pedig festő és szintén költő volt.
Filmes debütálása A Lordok Bandája című filmdrámában volt, mint esküvői vendég, ám jelenete nem került bele a film végleges változatába. A Benjamin közlegény című film hozta meg számára az ismeretséget, de ezután se kapott igazán nagy moziszerepeket. 1988-ban Michael Caine-nel szerepelt a Hasfelmetsző Jack című minisorozatban, melyért megkapta első Golden Globe-jelölését.
1990-ben Nick Nolte oldalán tűnt fel a Hol az igazság? című tévéfilmben, alakítását ismét Golden Globe-ra jelölték, ezúttal legjobb férfi mellékszereplőként. Ezután Bugsy Siegelként volt látható a Fogd a nőt, és fuss! (1991) című romantikus filmvígjátékban. Később olyan nagy sztárok mellett szerepelt, mint Jack Nicholson és Danny DeVito (Hoffa), Gérard Depardieu (1492 – A Paradicsom meghódítása), Antonio Banderas (A mambó királyai) vagy Sylvester Stallone (Dredd bíró). 
Primetime Emmy-díjat, valamint ismét Golden Globe-jelölést kapott a Gotti című maffiafilmben nyújtott címszerepbeli alakításáért. 1997-ben eljátszotta Odüsszeuszt az azonos című tévéfilmben, majd utolsó, 1990-es évekbeli tévéfilmje Donald Sutherlanddal volt a Harc a tenger alatt című történelmi filmdráma.
2000 után több mint 40 filmben szerepelt, de elkerülték a sikerek. 2007-ben Denzel Washingtonnal és Russell Crowe-val az Amerikai gengszter szereplője volt.

## Magánélete
Assante egyszer házasodott, 1982-ben Karen Assante-val, akitől két gyermeke született, 1994-ben elváltak.

## Filmográfia

### Film
| Év   | Magyar cím                               | Eredeti cím                                        | Szerep                      | Magyar hang       |
| ---- | ---------------------------------------- | -------------------------------------------------- | --------------------------- | ----------------- |
| 1974 | A Lordok Bandája                         | The Lords of Flatbush                              | esküvői vendég              |                   |
| 1978 | Édenkert a sikátorban                    | Paradise Alley                                     | Lenny Carboni               | Mihályi Győző     |
| 1979 | Jövendölés                               | Prophecy                                           | John Hawks                  |                   |
| 1980 | Rossz kislányok                          | Little Darlings                                    | Gary Callahan               |                   |
| 1980 | Benjamin közlegény                       | Private Benjamin                                   | Henri Alan Tremont          | Kautzky Armand    |
| 1980 | Benjamin közlegény                       | Private Benjamin                                   | Henri Alan Tremont          | Selmeczi Roland   |
| 1982 |                                          | Love and Money                                     | Lorenzo Prado               |                   |
| 1982 | Egyszemélyes esküdtszék (A gyilkos bábu) | I, the Jury                                        | Mike Hammer                 | Szakácsi Sándor   |
| 1982 | Egyszemélyes esküdtszék (A gyilkos bábu) | I, the Jury                                        | Mike Hammer                 | Mihályi Győző     |
| 1984 | Maradok hűtlen híve                      | Unfaithfully Yours                                 | Maximillian Stein           | Márton András     |
| 1984 | Maradok hűtlen híve                      | Unfaithfully Yours                                 | Maximillian Stein           | Selmeczi Roland   |
| 1986 |                                          | Belizaire the Cajun                                | Belizaire Breaux            |                   |
| 1988 | A Vezeklés                               | The Penitent                                       | Juan Mateo                  |                   |
| 1989 | Állati viselkedés                        | Animal Behavior                                    | Mark Mathias                | Rátóti Zoltán     |
| 1990 | Hol az igazság?                          | Q&A                                                | Roberto Texador             | Rosta Sándor      |
| 1990 |                                          | Eternity                                           | Romi / Sean                 |                   |
| 1991 | Fogd a nőt és fuss!                      | The Marrying Man                                   | Bugsy Siegel                | Rosta Sándor      |
| 1991 | Fogd a nőt és fuss!                      | The Marrying Man                                   | Bugsy Siegel                | Szersén Gyula     |
| 1992 | A mambó királyai                         | The Mambo Kings                                    | Caesar Castillo             | Barbinek Péter    |
| 1992 | 1492 – A Paradicsom meghódítása          | 1492: Conquest of Paradise                         | Sanchez                     | Balázsi Gyula     |
| 1992 | 1492 – A Paradicsom meghódítása          | 1492: Conquest of Paradise                         | Sanchez                     | Haás Vander Péter |
| 1992 | Hoffa                                    | Hoffa                                              | Carl "Dally" D'Allesandro   | Jakab Csaba       |
| 1993 | Végzetes ösztön                          | Fatal Instinct                                     | Ned Ravine                  | Vass Gábor        |
| 1993 | Végzetes ösztön                          | Fatal Instinct                                     | Ned Ravine                  | Haás Vander Péter |
| 1994 | Esküdt ellenség                          | Trial by Jury                                      | Rusty Pirone                | Mihályi Győző     |
| 1995 | Dredd bíró                               | Judge Dredd                                        | Rico Dredd                  | Mihályi Győző     |
| 1996 | Sztriptíz                                | Striptease                                         | Al Garcia hadnagy           | Gáti Oszkár       |
| 2000 | Irány Eldorádó                           | The Road to El Dorado                              | Tzekel-Kan (hangja)         | Végvári Tamás     |
| 2000 | Vinnie és az álmodozók                   | Looking for an Echo                                | Vince 'Vinnie' Pirelli      |                   |
| 2001 | A végső játszma                          | Last Run                                           | Frank Banner                | Mihályi Győző     |
| 2001 | Az utca törvénye                         | One Eyed King                                      | Hollis "Holly" Cone         | Balázsi Gyula     |
| 2002 | Baj-társak                               | Partners in Action                                 | Jack Cunningham             | Jakab Csaba       |
| 2003 | Gyilkos szándék                          | Tough Luck                                         | Ike                         |                   |
| 2003 | A nép szava                              | Citizen Verdict                                    | Sam Patterson               | Papp János        |
| 2003 | Veszélyességi okozat                     | Consequence                                        | Sam Tyler                   | Sörös Sándor      |
| 2005 | Hasfelmetsző.com                         | Dot.Kill                                           | Charlie Daines nyomozó      | Kőszegi Ákos      |
| 2005 | A harmadik kívánság                      | The Third Wish                                     | jótevő                      | Jakab Csaba       |
| 2005 | Kémek háborúja                           | Mirror Wars                                        | York                        |                   |
| 2005 | Pénz beszél                              | Two for the Money                                  | C.M. Novian                 | Sörös Sándor      |
| 2005 |                                          | Confessions of a Pit Fighter                       | Argento                     |                   |
| 2006 | Pénz áll a házhoz                        | Funny Money                                        | Genero                      | Mihályi Győző     |
| 2006 | Őrizet alatt                             | Surveillance                                       | Harley                      | Végvári Tamás     |
| 2006 |                                          | Soul's Midnight                                    | Simon                       |                   |
| 2006 |                                          | Dead Lenny                                         | Tony "Thick"                |                   |
| 2007 | Casanova – Az utolsó állomás             | Casanova's Last Stand                              | Sebastian Marr              |                   |
| 2007 | Mexikói napfelkelte                      | Mexican Sunrise                                    | Salvidar                    | Barbinek Péter    |
| 2007 |                                          | California Dreamin’                                | Doug Jones százados         |                   |
| 2007 |                                          | When Nietzsche Wept                                | Friedrich Nietzsche         |                   |
| 2007 |                                          | Children of Wax                                    | Kemal                       |                   |
| 2007 | Amerikai gengszter                       | American Gangster                                  | Dominic Cattano             | Mihályi Győző     |
| 2008 |                                          | The Man Who Came Back                              | Amos                        |                   |
| 2009 | Kínzó hőség                              | The Steam Experiment                               | Mancini nyomozó             | Mihályi Győző     |
| 2009 | A határvonal                             | La Linea                                           | Padre Antonio               | Barbinek Péter    |
| 2009 | Véres mosoly                             | Smile                                              | Tollinger                   | Kőszegi Ákos      |
| 2009 |                                          | Chicago Overcoat                                   | Stefano D'Agnostino         |                   |
| 2009 |                                          | Death Valley Screamers: Bonnie & Clyde (rövidfilm) | kaszinó tulajdonos          |                   |
| 2009 |                                          | The Bleeding                                       | Jake Plummer nyomozó        |                   |
| 2009 |                                          | Breaking Point                                     | Marty Berlin                |                   |
| 2010 | Az árnyékvadász                          | Shadows in Paradise                                | John "Ghost" Santo százados | Haás Vander Péter |
| 2010 |                                          | Magic Man                                          | Taper                       |                   |
| 2010 |                                          | Killer by Nature                                   | Eugene Branch               |                   |
| 2011 | Az alvilág királya                       | The Return of Joe Rich                             | Dom bácsi                   | Sörös Sándor      |
| 2011 |                                          | Jesse                                              | Dominick                    |                   |
| 2011 |                                          | Guido                                              | Lorenzo De Costa            |                   |
| 2012 |                                          | The Night Never Sleeps                             | Romanelli felügyelő         |                   |
| 2013 | Bosszútól fűtve                          | Dead Man Down                                      | Lon Gordon                  | Sörös Sándor      |
| 2013 |                                          | The Fix (rövidfilm)                                | Vincent                     |                   |
| 2013 |                                          | Once Upon a Time in Brooklyn                       | Joseph Baldano Sr.          |                   |
| 2013 | Felfoghatatlan                           | Assumed Killer                                     | Aaron Banfield              | Mihályi Győző     |
| 2014 |                                          | Montevideo, vidimo se!                             | Hotchkins                   |                   |
| 2014 |                                          | Hunting the Phantom                                | Charles Ingrim              |                   |
| 2014 |                                          | A Fine Step                                        | Alejandro Bolivar           |                   |
| 2014 |                                          | Charlie Mantle                                     | Bennett felügyelő           |                   |
| 2014 |                                          | In Between Engagements                             | Alonzo                      |                   |
| 2015 |                                          | Diamond Cartel                                     | Mussa                       |                   |
| 2015 |                                          | Leaves of the Tree                                 | Joe Buffa                   |                   |
| 2015 |                                          | Sicilian Vampire                                   | Vince                       |                   |
| 2015 |                                          | Kids vs Monsters                                   | Damian                      |                   |
| 2015 |                                          | Blind Pass                                         | Richard James               |                   |
| 2016 |                                          | Beyond the Game                                    | Mr. Leone                   |                   |
| 2016 |                                          | Stressed to Kill                                   | Paul Jordan                 |                   |
| 2016 |                                          | The Red Maple Leaf                                 | Joseph Cortez FBI-ügynök    |                   |
| 2016 |                                          | Wasn't Afraid to Die                               | Paul                        |                   |
| 2016 |                                          | Blowtorch                                          | Canarsie                    |                   |
| 2017 |                                          | First Law                                          | Don Nowet                   |                   |
| 2017 |                                          | You Can't Have It                                  | férfi                       |                   |
| 2017 |                                          | Joe's War                                          | Dr. Galante                 |                   |
| 2017 |                                          | The Wanderers: The Quest of The Demon Hunter       | Louis                       |                   |
| 2017 |                                          | The Neighborhood                                   | Tucci                       |                   |
| 2017 |                                          | Power of Silence                                   | narrátor                    |                   |
| 2018 | A csaló                                  | Con Man                                            | Jack Saxon                  | Mihályi Győző     |
| 2018 |                                          | Darc                                               | Lafique                     |                   |
| 2018 |                                          | The P.I.M.P.                                       | Armando                     |                   |
| 2019 |                                          | The Brave (aka Lazarat)                            | Frank Pedulla               |                   |
| 2019 |                                          | General                                            | Andreas                     |                   |
| 2020 |                                          | Infamous Six                                       | Dr. Albert Cioran           |                   |
| 2021 |                                          | The Match                                          | táborparancsnok             |                   |

### Televízió
Tévéfilmek
| Év   | Magyar cím                   | Eredeti cím                 | Szerep                   | Magyar hang       |
| ---- | ---------------------------- | --------------------------- | ------------------------ | ----------------- |
| 1975 |                              | First Ladies Diaries        | Robards                  |                   |
| 1978 | Emberi érzelmek              | Human Feelings              | Johnny Turner            |                   |
| 1978 |                              | Lady of the House           | Ernest                   |                   |
| 1978 | A kalóz                      | The Pirate                  | Ahmed                    |                   |
| 1980 |                              | Sophia Loren: Her Own Story | Riccardo Scicolone       |                   |
| 1983 | Angyalok dühe                | Rage of Angels              | Michael Moretti          |                   |
| 1984 |                              | Why Me?                     | James Stalling           |                   |
| 1986 |                              | A Deadly Business           | Charles Macaluso         |                   |
| 1987 | Idegen az ágyamban           | Stranger in My Bed          | Hal Slater               | Végvári Tamás     |
| 1987 | Idegen kéz                   | Hands of a Stranger         | Joe Hearn                | Dörner György     |
| 1989 | Gyilkosság a paradicsomban   | Passion and Paradise        | Alfred de Marigny        | Dörner György     |
| 1989 | Gyilkosság a paradicsomban   | Passion and Paradise        | Alfred de Marigny        | Mihályi Győző     |
| 1991 | Láz                          | Fever                       | Ray                      | Mihályi Győző     |
| 1994 | Vak igazság                  | Blind Justice               | Canaan                   | Reviczky Gábor    |
| 1994 | Vak igazság                  | Blind Justice               | Canaan                   | Gáti Oszkár       |
| 1995 | Emberrablók                  | Kidnapped                   | Alan Breck Stewart       |                   |
| 1996 | Gotti                        | Gotti                       | John Gotti               | Barbinek Péter    |
| 1999 | Hunley – Harc a tenger alatt | The Hunley                  | George E. Dixon hadnagy  |                   |
| 2000 | Veszélyes jövő               | On the Beach                | Dwight Towers parancsnok | Vass Gábor        |
| 2001 | Vihar után                   | After the Storm             | Jean-Pierre              | Jakab Csaba       |
| 2002 | Tanúvédelem                  | Federal Protection          | Frank Carbone            | Jakab Csaba       |
| 2005 |                              | The Commuters               | Donald                   |                   |
| 2008 | Cáparajzás                   | Shark Swarm                 | Hamilton Lux             | Mihályi Győző     |
| 2009 | Elveszett elme               | The Lost                    | Kevin                    | Haás Vander Péter |

Sorozatok
| Év        | Magyar cím                               | Eredeti cím                          | Szerep                      | Megjegyzések                                                             |
| --------- | ---------------------------------------- | ------------------------------------ | --------------------------- | ------------------------------------------------------------------------ |
| 1975      |                                          | How to Survive a Marriage            | Johnny McGee                | 1 epizód                                                                 |
| 1975–1976 |                                          | The Doctors                          | Dr. Michael Powers          | állandó szereplő                                                         |
| 1977      | Kojak                                    | Kojak                                | Tom Ryan                    | 1 epizód                                                                 |
| 1979      |                                          | Mrs. Columbo                         | Freddie Faust               | 1 epizód                                                                 |
| 1985      |                                          | Evergreen                            | Joe Friedman                | minisorozat (3 epizód)                                                   |
| 1987      | Napóleon és Josephine                    | Napoleon and Josephine: A Love Story | Bonaparte Napóleon          | minisorozat (3 epizód)                                                   |
| 1988      | Hasfelmetsző Jack                        | Jack the Ripper                      | Richard Mansfield           | - minisorozat (2 epizód) - magyar hangja: - Józsa Imre                   |
| 1997      | Odüsszeusz                               | The Odyssey                          | Odüsszeusz                  | - minisorozat (2 epizód) - magyar hangja: - Kőszegi Ákos - Dörner György |
| 2002      |                                          | Push, Nevada                         | Mr. Smooth                  | 1 epizód                                                                 |
| 2006      | Vészhelyzet                              | ER                                   | Richard Elliot              | 4 epizód                                                                 |
| 2007      | NCIS                                     | NCIS                                 | René 'La Grenouille' Benoit | 5 epizód                                                                 |
| 2008      |                                          | October Road                         | Gabriel Diaz                | visszatérő szereplő (2. évad)                                            |
| 2010      | Chuck                                    | Chuck                                | Premier Alejandro Goya      | 1 epizód                                                                 |
| 2010      | Tökéletes célpont                        | Human Target                         | Joubert                     | 1 epizód                                                                 |
| 2015      | Esküdt ellenségek: Különleges ügyosztály | Law & Order: Special Victims Unit    | Nicolas Amaro               | 1 epizód                                                                 |
| 2018–2019 | Családi biznisz                          | The Family Business                  | Sal Dash                    | főszereplő (1. évad)                                                     |
| 2018–2019 | Fülledt utcák                            | The Deuce                            | Mr. Martino                 | 3 epizód                                                                 |
| 2019      |                                          | General                              | Andreas                     | 1 epizód                                                                 |
| 2022      |                                          | Salvage Marines                      | Kelkis Morturi              | főszereplő (6 epizód)                                                    |

## Fontosabb díjak és jelölések
Primetime Emmy-díj
- jelölés: legjobb férfi mellékszereplő (televíziós minisorozat vagy tévéfilm), Hasfelmetsző Jack (1989)
- díj: legjobb férfi főszereplő (televíziós minisorozat vagy tévéfilm), Gotti (1997)

Golden Globe-díj
- jelölés: legjobb férfi mellékszereplő (televíziósorozat, televíziós minisorozat vagy tévéfilm), Hasfelmetsző Jack (1989)
- jelölés: legjobb férfi mellékszereplő, Hol az igazság? (1991)
- jelölés: legjobb férfi főszereplő (minisorozat vagy tévéfilm), Gotti (1997)
- jelölés: legjobb férfi főszereplő (minisorozat vagy tévéfilm), Odüsszeia (1998)

## Fordítás
- Ez a szócikk részben vagy egészben  az   Armand_Assante című angol Wikipédia-szócikk fordításán alapul.  Az eredeti cikk szerkesztőit annak laptörténete sorolja fel. Ez a jelzés csupán a megfogalmazás eredetét és a szerzői jogokat jelzi, nem szolgál a cikkben szereplő információk forrásmegjelöléseként.